# Rubus stipularis
Rubus stipularis är en rosväxtart som beskrevs av George Bentham. Rubus stipularis ingår i släktet rubusar, och familjen rosväxter. Inga underarter finns listade i Catalogue of Life.